# Зуренуок, Тео
Тео Зуренуок (англ. Theo Zurenuoc; род. 6 октября 1965) — государственный и политический деятель Папуа — Новой Гвинеи. В 2017 году исполнял обязанности генерал-губернатора Папуа — Новой Гвинеи. Награждён орденом Святых Михаила и Георгия.

## Биография
В 2007 году впервые был избран в национальный парламент на всеобщих выборах в качестве независимого депутата от округа Финшхафен в провинции Моробе, хотя впоследствии присоединился к Партии народного прогресса. Стал депутатом, победив действующего президента, своего двоюродного брата Гуао Зуренуока. Предыдущими членами его семьи, занимавшими эту должность, были: отец Зибанг Зуренуок (избранный в 1977 году) и дядя Зуре Макили Зуренуок.
В 2009 году во время парламентских дебатов по правительственному законопроекту, согласно которому женщины должны были быть выдвинуты в парламент, Тео Зуренуок выступил против идеи выдвижения кандидатов в парламент, но сказал, что поддержит зарезервированные места для женщин специально для избрания представителей.
В начале августа 2011 года поддержал успешный парламентский вотум недоверия, который сверг правительство исполняющего обязанности премьер-министра Самуэля Абала (заменявшего Майкла Томаса Сомаре, когда тот был госпитализирован из-за серьёзного заболевания сердца), что позволило Питеру О’Нилу стать премьер-министром. Питер О’Нил назначил Тео Зуренуока министром образования страны. Одним из первых заявлений премьер-министра Питера О’Нила было то, что будут выделены средства на предоставление бесплатного начального образования всем детям в стране и субсидирование среднего образования. Столкнувшись с вопросами о финансировании, Тео Зуренуок заявил: «Мы можем найти и найдем деньги для выполнения этой задачи, мы урежем часть бюджета и профинансируем эти более достойные расходы. […] Мы пожертвуем расходами в других менее важных областях, чтобы уделить безраздельное внимание этой благородной задаче — дать нашим детям будущее, которого они так долго были лишены». Он также сказал, что все занятия в начальных школах должны вестись на английском языке, а занятия на языках коренных народов должны быть упразднены, и что от обучения, ориентированного на результат, следует отказаться, поскольку многие учителя считали его «угнетающим, неуместным, устаревшим и неработающим».
В 2012 году сохранил свое место в Партии народного прогресса на всеобщих выборах. Когда 3 августа заседал новый парламент, он был избран спикером. В декабре 2013 года в должности спикера «удалил и сильно повредил» несколько резных фигурок, украшающих интерьер парламента и представляющих разнообразные культуры коренных народов Папуа-Новой Гвинеи. Сообщается, что Тео Зуренуок считал резные фигурки противоречащими христианству. Его действия подверглись критике и насмешкам со стороны Эндрю Моту, директора Национального музея и художественной галереи в Порт-Морсби. В частности, «перемычка, содержащая 19 масок предков из провинций, была снята и разрублена», что должно было стать прелюдией к дальнейшему разрушению. В ответ на начавшийся конфликт вмешался премьер-министр Питер О’Нил и приказал Тео Зуренуоку не разрушать «четырёхтонный столб, на котором сохранились традиции резьбы по всей стране». Конгресс профсоюзов Папуа — Новой Гвинеи осудил разрушения и призвал арестовать Тео Зуренуока. Напротив, министр общественного развития Луджая Коуза поддержал разрушение и указал, что оно было проведено по совету израильского христианского евангелического движения.
Затем он опубликовал заявление, в котором объяснил свои действия и свое намерение продолжить. Заявил, что хочет удалить «духов идолопоклонства, безнравственности и колдовства» из парламента и заменить их «полюсом национального единства, который будет содержать Библию, копию конституции и вечный огонь, представляющий слово Бога». В 2015 году продолжил реализацию своих «планов по замене всех традиционных культурных объектов в здании парламента христианскими символами», удаляя все объекты, которые считал «идолопоклонническими». Несколько членов парламента тщетно убеждали его остановиться, а Конгресс профсоюзов обратился за юридической консультацией по поводу того, могут ли такие действия быть неконституционными.
В мае 2015 года, всё ещё занимая должность спикера, Тео Зуренуок перешёл из Партии народного прогресса в Партию народного национального конгресса, возглавляемую премьер-министром Питером О’Нилом.